# Hopman Cup 2023
Hopman Cup XXXII là lần thứ 32 giải Hopman Cup được tổ chức, một giải quần vợt giữa các quốc gia ở quần vợt nam và nữ. Giải đấu diễn ra từ ngày 19–23 tháng 7 năm 2023 trên mặt sân đất nện tại Nice Lawn Tennis Club ở Nice, Pháp.
Sau ba năm, vào ngày 6 tháng 12 năm 2022, Liên đoàn Quần vợt Quốc tế (ITF) thông báo giải Hopman Cup trở lại ở mùa giải quần vợt 2023 tại Nice vào tháng 7, lần đầu tiên giải đấu không tổ chức ở Úc và không diễn ra vào tuần đầu của mùa giải. Giải đấu năm 2023 có sáu đội tham dự, không giống như tám đội ở các giải đấu trước.
Donna Vekić và Borna Ćorić của Croatia là nhà vô địch, đánh bại Céline Naef và Leandro Riedi của Thụy Sĩ trong trận chung kết. Đây là danh hiệu Hopman Cup thứ 2 của Croatia, danh hiệu đầu tiên kể từ năm 1996. Đội Thụy Sĩ, đương kim vô địch giải đấu, có cơ hội giành ba danh hiệu Hopman Cup liên tiếp, nhưng thua trong trận chung kết.

## Các tay vợt tham dự
Danh sách 12 tay vợt tham dự Hopman Cup 2023 được công bố vào ngày 4 tháng 4 năm 2023:
| Đội                                                                                  | Tay vợt nữ      | WTA1 | Tay vợt nam     | ATP1 | Kết quả   |
| ------------------------------------------------------------------------------------ | --------------- | ---- | --------------- | ---- | --------- |
| Bỉ                                                                                   | Elise Mertens   | 30   | David Goffin    | 111  | Vòng bảng |
| Croatia                                                                              | Donna Vekić     | 22   | Borna Ćorić     | 15   | Vô địch   |
| Đan Mạch                                                                             | Clara Tauson    | 89   | Holger Rune     | 6    | Vòng bảng |
| Tây Ban Nha                                                                          | Rebeka Masarova | 72   | Carlos Alcaraz  | 1    | Vòng bảng |
| Pháp                                                                                 | Alizé Cornet    | 68   | Richard Gasquet | 49   | Vòng bảng |
| Thụy Sĩ                                                                              | Céline Naef     | 157  | Leandro Riedi   | 160  | Á quân    |
| 1 – Bảng xếp hạng ATP và WTA vào ngày 17 tháng 7 năm 2023 (muộn nhất trước giải đấu) |                 |      |                 |      |           |

## Vòng bảng
Lịch thi đấu được công bố vào ngày 11 tháng 5 năm 2023. 6 đội được chia thành 2 bảng, mỗi bảng 3 đội. Đội đứng nhất mỗi bảng giành quyền vào trận chung kết.

### Bảng 1

#### Bảng xếp hạng
| Đội |          | Đan Mạch | Thụy Sĩ | Pháp | RR T–B | Trận T–B | Sets T–B | Games T–B | Xếp hạng |
| --- | -------- | -------- | ------- | ---- | ------ | -------- | -------- | --------- | -------- |
| A   | Đan Mạch |          | 1–2     | 1–2  | 0–2    | 2–4      | 4–8      | 53–64     | 3        |
| B   | Thụy Sĩ  | 2–1      |         | 2–1  | 2–0    | 4–2      | 9–5      | 62–53     | 1        |
| C   | Pháp     | 2–1      | 1–2     |      | 1–1    | 3–3      | 7–7      | 60–58     | 2        |

All times are local (UTC+1).

#### Đan Mạch vs. Thụy Sĩ
| · Đan Mạch · 1 | Nice Lawn Tennis Club, Nice 19 tháng 7 năm 2023, 16:00 Đất nện | Nice Lawn Tennis Club, Nice 19 tháng 7 năm 2023, 16:00 Đất nện | · Thụy Sĩ · 2 |     |   |  |
| \| \| \| \| 1 \| 2 \| 3 \| \| \| - \| \| ------------------------------------------------------ \| --- \| --- \| - \| \| \| 1 \| \| Clara Tauson Céline Naef \| 6 2 \| 6 3 \| \| \| \| 2 \| \| Holger Rune Leandro Riedi \| 4 6 \| 3 6 \| \| \| \| 3 \| \| Holger Rune / Clara Tauson Leandro Riedi / Céline Naef \| 3 6 \| 5 7 \| \| \| |                                                                |                                                                |               |     |   |  |
| |                                                                |                                                                | 1             | 2   | 3 |  |
| 1 | Đan Mạch · Thụy Sĩ                                             | Clara Tauson Céline Naef                                       | 6 2           | 6 3 |   |  |
| 2 | Đan Mạch · Thụy Sĩ                                             | Holger Rune Leandro Riedi                                      | 4 6           | 3 6 |   |  |
| 3 | Đan Mạch · Thụy Sĩ                                             | Holger Rune / Clara Tauson Leandro Riedi / Céline Naef         | 3 6           | 5 7 |   |  |

#### Đan Mạch vs. Pháp
| · Đan Mạch · 1 | Nice Lawn Tennis Club, Nice 20 tháng 7 năm 2023, 16:00 Đất nện | Nice Lawn Tennis Club, Nice 20 tháng 7 năm 2023, 16:00 Đất nện | · Pháp · 2 |     |   |  |
| \| \| \| \| 1 \| 2 \| 3 \| \| \| - \| \| --------------------------------------------------------- \| ---- \| --- \| - \| \| \| 1 \| \| Clara Tauson Alizé Cornet \| 7 62 \| 6 4 \| \| \| \| 2 \| \| Holger Rune Richard Gasquet \| 2 6 \| 3 6 \| \| \| \| 3 \| \| Holger Rune / Clara Tauson Richard Gasquet / Alizé Cornet \| 4 6 \| 4 6 \| \| \| |                                                                |                                                                |            |     |   |  |
| |                                                                |                                                                | 1          | 2   | 3 |  |
| 1 | Đan Mạch · Pháp                                                | Clara Tauson Alizé Cornet                                      | 7 62       | 6 4 |   |  |
| 2 | Đan Mạch · Pháp                                                | Holger Rune Richard Gasquet                                    | 2 6        | 3 6 |   |  |
| 3 | Đan Mạch · Pháp                                                | Holger Rune / Clara Tauson Richard Gasquet / Alizé Cornet      | 4 6        | 4 6 |   |  |

#### Thụy Sĩ vs. Pháp
| · Thụy Sĩ · 2 | Nice Lawn Tennis Club, Nice 21 tháng 7 năm 2023, 15:00 Đất nện | Nice Lawn Tennis Club, Nice 21 tháng 7 năm 2023, 15:00 Đất nện | · Pháp · 1 |     |          |  |
| \| \| \| \| 1 \| 2 \| 3 \| \| \| - \| \| ---------------------------------------------------------- \| --- \| --- \| -------- \| \| \| 1 \| \| Céline Naef Alizé Cornet \| 6 1 \| 3 6 \| [8] [10] \| \| \| 2 \| \| Leandro Riedi Richard Gasquet \| 3 6 \| 6 3 \| [10] [8] \| \| \| 3 \| \| Leandro Riedi / Céline Naef Richard Gasquet / Alizé Cornet \| 6 4 \| 7 5 \| \| \| |                                                                |                                                                |            |     |          |  |
| |                                                                |                                                                | 1          | 2   | 3        |  |
| 1 | Thụy Sĩ · Pháp                                                 | Céline Naef Alizé Cornet                                       | 6 1        | 3 6 | [8] [10] |  |
| 2 | Thụy Sĩ · Pháp                                                 | Leandro Riedi Richard Gasquet                                  | 3 6        | 6 3 | [10] [8] |  |
| 3 | Thụy Sĩ · Pháp                                                 | Leandro Riedi / Céline Naef Richard Gasquet / Alizé Cornet     | 6 4        | 7 5 |          |  |

### Bảng 2

#### Bảng xếp hạng
| Đội |             | Tây Ban Nha | Bỉ  | Croatia | RR T–B | Trận T–B | Sets T–B | Games T–B | Xếp hạng |
| --- | ----------- | ----------- | --- | ------- | ------ | -------- | -------- | --------- | -------- |
| D   | Tây Ban Nha |             | 1–2 | 1–2     | 0–2    | 2–4      | 6–10     | 53–62     | 3        |
| E   | Bỉ          | 2–1         |     | 1–2     | 1–1    | 3–3      | 9–7      | 65–51     | 2        |
| F   | Croatia     | 2–1         | 2–1 |         | 2–0    | 4–2      | 9–7      | 54–59     | 1        |

#### Bỉ vs. Croatia
| · Bỉ · 1 | Nice Lawn Tennis Club, Nice 20 tháng 7 năm 2023, 15:00 Đất nện | Nice Lawn Tennis Club, Nice 20 tháng 7 năm 2023, 15:00 Đất nện | · Croatia · 2 |     |          |  |
| \| \| \| \| 1 \| 2 \| 3 \| \| \| - \| \| ------------------------------------------------------ \| ---- \| --- \| -------- \| \| \| 1 \| \| Elise Mertens Donna Vekić \| 6 2 \| 6 2 \| \| \| \| 2 \| \| David Goffin Borna Ćorić \| 3 6 \| 6 2 \| [4] [10] \| \| \| 3 \| \| David Goffin / Elise Mertens Borna Ćorić / Donna Vekić \| 65 7 \| 6 3 \| [6] [10] \| \| |                                                                |                                                                |               |     |          |  |
| |                                                                |                                                                | 1             | 2   | 3        |  |
| 1 | Bỉ · Croatia                                                   | Elise Mertens Donna Vekić                                      | 6 2           | 6 2 |          |  |
| 2 | Bỉ · Croatia                                                   | David Goffin Borna Ćorić                                       | 3 6           | 6 2 | [4] [10] |  |
| 3 | Bỉ · Croatia                                                   | David Goffin / Elise Mertens Borna Ćorić / Donna Vekić         | 65 7          | 6 3 | [6] [10] |  |

#### Bỉ vs. Tây Ban Nha
| · Bỉ · 2 | Nice Lawn Tennis Club, Nice 21 tháng 7 năm 2023, 16:00 Đất nện | Nice Lawn Tennis Club, Nice 21 tháng 7 năm 2023, 16:00 Đất nện | · Tây Ban Nha · 1 |     |          |  |
| \| \| \| \| 1 \| 2 \| 3 \| \| \| - \| \| ------------------------------------------------------------- \| ---- \| --- \| -------- \| \| \| 1 \| \| Elise Mertens Rebeka Masarova \| 7 63 \| 2 6 \| [10] [5] \| \| \| 2 \| \| David Goffin Carlos Alcaraz \| 6 4 \| 4 6 \| [8] [10] \| \| \| 3 \| \| David Goffin / Elise Mertens Carlos Alcaraz / Rebeka Masarova \| 6 3 \| 6 1 \| \| \| |                                                                |                                                                |                   |     |          |  |
| |                                                                |                                                                | 1                 | 2   | 3        |  |
| 1 | Bỉ · Tây Ban Nha                                               | Elise Mertens Rebeka Masarova                                  | 7 63              | 2 6 | [10] [5] |  |
| 2 | Bỉ · Tây Ban Nha                                               | David Goffin Carlos Alcaraz                                    | 6 4               | 4 6 | [8] [10] |  |
| 3 | Bỉ · Tây Ban Nha                                               | David Goffin / Elise Mertens Carlos Alcaraz / Rebeka Masarova  | 6 3               | 6 1 |          |  |

#### Croatia vs. Tây Ban Nha
| · Croatia · 2 | Nice Lawn Tennis Club, Nice 22 tháng 7 năm 2023, 16:00 Đất nện | Nice Lawn Tennis Club, Nice 22 tháng 7 năm 2023, 16:00 Đất nện | · Tây Ban Nha · 1 |       |           |  |
| \| \| \| \| 1 \| 2 \| 3 \| \| \| - \| \| ---------------------------------------------------------- \| --- \| ----- \| --------- \| \| \| 1 \| \| Donna Vekić Rebeka Masarova \| 6 2 \| 6 1 \| \| \| \| 2 \| \| Borna Ćorić Carlos Alcaraz \| 3 6 \| 78 66 \| [5] [10] \| \| \| 3 \| \| Borna Ćorić / Donna Vekić Carlos Alcaraz / Rebeka Masarova \| 1 6 \| 6 4 \| [14] [12] \| \| |                                                                |                                                                |                   |       |           |  |
| |                                                                |                                                                | 1                 | 2     | 3         |  |
| 1 | Croatia · Tây Ban Nha                                          | Donna Vekić Rebeka Masarova                                    | 6 2               | 6 1   |           |  |
| 2 | Croatia · Tây Ban Nha                                          | Borna Ćorić Carlos Alcaraz                                     | 3 6               | 78 66 | [5] [10]  |  |
| 3 | Croatia · Tây Ban Nha                                          | Borna Ćorić / Donna Vekić Carlos Alcaraz / Rebeka Masarova     | 1 6               | 6 4   | [14] [12] |  |

## Chung kết

#### Thụy Sĩ vs. Croatia
| · Thụy Sĩ · 0 | Nice Lawn Tennis Club, Nice 23 tháng 7 năm 2023, 16:00 Đất nện | Nice Lawn Tennis Club, Nice 23 tháng 7 năm 2023, 16:00 Đất nện | · Croatia · 2 |     |   |            |
| \| \| \| \| 1 \| 2 \| 3 \| \| \| - \| \| ----------------------------------------------------- \| --- \| --- \| - \| ---------- \| \| 1 \| \| Céline Naef Donna Vekić \| 3 6 \| 4 6 \| \| \| \| 2 \| \| Leandro Riedi Borna Ćorić \| 1 6 \| 4 6 \| \| \| \| 3 \| \| Leandro Riedi / Céline Naef Borna Ćorić / Donna Vekić \| \| \| \| không chơi \| |                                                                |                                                                |               |     |   |            |
| |                                                                |                                                                | 1             | 2   | 3 |            |
| 1 | Thụy Sĩ · Croatia                                              | Céline Naef Donna Vekić                                        | 3 6           | 4 6 |   |            |
| 2 | Thụy Sĩ · Croatia                                              | Leandro Riedi Borna Ćorić                                      | 1 6           | 4 6 |   |            |
| 3 | Thụy Sĩ · Croatia                                              | Leandro Riedi / Céline Naef Borna Ćorić / Donna Vekić          |               |     |   | không chơi |

| Vô địch Hopman Cup 2023     |
| --------------------------- |
| Croatia Lần thứ Lần thứ hai |